# Romanework Haile Selassie
La Principessa Romanework Hailé Selassié, scritto anche come Romane work e Romane Worq (1913 – Torino, 14 ottobre 1940) è stata una principessa etiope figlia maggiore dell'imperatore Hailé Selassié. Il suo nome in italiano significa "Melagrana d'oro".

## Biografia
Dopo l'occupazione italiana dell’Etiopia, il negus si rifugiò in Inghilterra con buona parte della famiglia reale. La principessa Romanework preferì invece restare in patria a fianco del marito Merid Bayané.
Nel 1937 venne catturata per ordine di Benito Mussolini e trasferita nel campo di prigionia dell’Asinara a Cala Reale con i suoi quattro figli maschi, dove il figlio più piccolo, Gideon, morì a soli due anni di vita. Mentre Romanework Haile Selassie fu catturata il marito, che organizzò in patria la resistenza contro l'occupazione italiana, venne dapprima catturato nel 1936 e poi giustiziato nel 1937. Grazie al maresciallo della Marina Militare Guglielmo Massidda, telegrafista presso l'Asinara con la passione della fotografia, sono presenti numerose testimonianze fotografiche del soggiorno forzato della principessa a Cala Reale. Altre sue fotografie sono contenute nell'album dell'allora vicebrigadiere Francesco Pavone, che faceva parte del contingente dell'Arma presente all'Asinara. 
(Gianfranco Massidda, figlio di Guglielmo, in un'intervista a La Nuova Sardegna)
Ammalata di tubercolosi, la principessa venne trasferita all'ospedale maggiore di Torino nel 1939 grazie a monsignor Gaudenzio Barlassina, in visita all'Asinara per portare sostegno ai prigionieri, che la riconobbe poiché aveva passato sedici anni in Etiopia come missionario. Romanework Haile Selassie morì nel 1940 appena dopo la sua conversione al cattolicesimo. Rimasta sepolta al Cimitero Monumentale di Torino, venne richiesto al governo italiano alla fine della guerra di riportare le sue spoglie in Etiopia, cosa che non venne mai effettuata.
Nel dicembre del 2006, il principe Aklile Berhan Makonnen, suo nipote, ha reso visita alla tomba di Torino che ospita sia la zia che uno dei cugini.

## Discendenza
Due dei suoi quattro figli morirono prematuramente, gli altri e due furono cresciuti dal nonno, l'imperatore Haile Selassie.